# 33. Sinfonie (Mozart)
Die Sinfonie B-Dur Köchelverzeichnis 319 komponierte Wolfgang Amadeus Mozart 1779 in Salzburg. Nach der Alten Mozart-Ausgabe trägt die Sinfonie die Nummer 33.

## Allgemeines

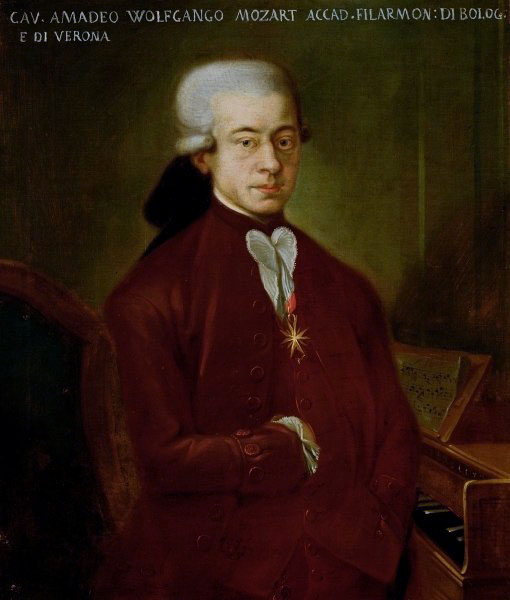
Mozart im Jahr 1777

Das Autograph der Sinfonie Köchelverzeichnis (KV) 319 ist datiert vom 9. Juli 1779 und in Salzburg entstanden. Mozart hatte gemäß dem Salzburger Geschmack ursprünglich nur drei Sätze vorgesehen und komponierte später (die Angaben schwanken zwischen 1782 und 1785) ein Menuett für Aufführungen in Wien nach.
Im Jahr 1785 gab Mozart das Werk zusammen mit der auf vier Sätze gekürzten Sinfonie (ursprünglich Serenade) KV 385 beim Wiener Verlagshaus Artaria in Druck; damit ist KV 319 eine der wenigen Sinfonien, die zu Mozarts Lebzeiten veröffentlicht wurden. Dies hielt Mozart aber nicht davon ab, das Werk ein Jahr später zusammen mit den Sinfonien KV 338, KV 385 und KV 425 dem Fürsten Fürstenberg in Donaueschingen anzubieten (Brief vom 8. August 1786): „Da S(eine): D(urchlaucht): ein Orchestre besitzen, so könnten Hochdieselben eigenst nur für ihren Hof allein von mir gesetzte Stücke besizen, welches nach meiner geringen Einsicht sehr angenehm seyn würde.“
Die Sinfonie entfaltet trotz der Beschränkung auf ein „kleines“ Orchester eine Fülle von Klangfarben und hat insgesamt einen „fast schon kammermusikalischen“, „spielerischen“ Charakter bzw. „etwas Federleichtes“ – insbesondere im Vergleich zur Sinfonie C-Dur KV 338. Möglicherweise wollte Mozart mit der kleinen Besetzung das Werk auch für Adlige attraktiv machen, die sich große Orchester nicht leisten konnten.
Eine Gemeinsamkeit der Sätze 1, 2 und 4 ist, dass in ihren Mittelteilen neue Motive auftreten, die mehrstimmig verarbeitet werden.

## Zur Musik
Besetzung: 2 Oboen, 2 Fagotte, 2 Hörner, I. Violine, II. Violine, Violen, Violoncello, Kontrabass. Wahrscheinlich wurde zudem – sofern im Orchester vorhanden – ein Cembalo zur Verstärkung der Bass-Stimme eingesetzt. Als Besonderheit von KV 319 sind die geteilten Violen hervorzuheben.
Aufführungszeit: ca. 23 Minuten
Bei den hier benutzten Begriffen der Sonatensatzform ist zu berücksichtigen, dass dieses Schema in der ersten Hälfte des 19. Jahrhunderts entworfen wurde (siehe dort) und von daher nur mit Einschränkungen auf die Sinfonie KV 319 übertragen werden kann. – Die hier vorgenommene Beschreibung und Gliederung der Sätze ist als Vorschlag zu verstehen. Je nach Standpunkt sind auch andere Abgrenzungen und Deutungen möglich.

### Erster Satz: Allegro assai
B-Dur, 3/4-Takt, 370 Takte
Die Audiowiedergabe wird in deinem Browser nicht unterstützt. Du kannst die Audiodatei herunterladen.
Das erste Thema besteht aus kontrastierenden Elementen: „höfliche Verbeugung“ im absteigenden Dreiklang (Takt 1), Wechsel von pausendurchsetzter Staccatobewegung der Streicher im Piano und kurzen Forte-Einwürfen des ganzen Orchesters (Takt 2 bis 9), achttaktige Phrase mit Pendelfigur in den Violinen (Takt 10 bis 17), Wiederholung der Phrase eine Oktave tiefer (Takt 18 bis 24).
Im anschließenden Forte-Block (ab Takt 25) betont Mozart zunächst mit einer sich aufschraubenden Akzent-Figur und gebrochenen Unisono-Akkorden die Tonika B-Dur, um dann im leicht chromatischen Dialog aus Tonleitern zwischen Oboen / Fagotten und Violinen / Viola über dem ausgehaltenen F im Bass zur Dominante F-Dur zu wechseln. In diesem „Tonleiterdialog“ spielen Oboen und Fagotte in Gegenbewegung, die Violinen / Viola spielen parallel eine absteigende Linie, die in der 1. Violine als Achtelfigur verziert ist, während in 2. Violine / Viola der punktierte Rhythmus am Anfang auffällt. Mit gebrochenen Dreiklängen und Akkordschlägen wird nun die Dominante F betont, und nach kurzer Zäsur setzt das zweite Thema ein. Dieses wird wiederum „vorbereitet“ von einem weiteren Dialog zwischen Violinen und Oboen / Fagotten (Takt 57 bis 61) auf der Doppeldominante C-Dur, wobei die Bläser das Pendelmotiv aufgreifen. In Takt 61 folgt dann in den Streichern eine pausendurchsetzte, tänzerische Piano-Figur mit auftaktigem Doppelschlags-Triller in F-Dur, das sich allmählich zur ausholenden Legato-Geste entwickelt.
Im nun anschließenden Forte-Abschnitt ab Takt 80 verarbeitet Mozart mehrere der bisher gebrachten Motive: Zunächst verselbständigt sich die Doppelschlags-Trillerfigur vom zweiten Thema mit energischer Tonrepetition. Ab Takt 96 wird das Pendelmotiv mit der Figur von 2. Violine / Viola aus dem „Tonleiterdialog“ in Gegenbewegung kombiniert (dort: Linie absteigend, nun: Linie aufsteigend), ab Takt 108 tauschen Ober- und Unterstimmen die Motive. Die Schlussgruppe ab Takt 117 bringt neben „Triolenflirren“ und energischen Synkopen wiederum die gebrochenen Akkordfiguren wie vor dem zweiten Thema und beendet dann die Exposition mit acht Akkordschlägen auf F. Die Exposition wird nicht wiederholt.
War die Exposition von ungewöhnlich starker thematischer Arbeit geprägt, wird die Durchführung von zwei neuen Motiven bestritten (daher kann man diesen Abschnitt je nach Standpunkt auch als Mittelteil bezeichnen). Das tänzerische Motiv 1 besteht aus Trillern und Terz- bzw. Dreiklangsfiguren, das gesangliche Motiv 2 besteht aus vier ganztaktigen Tönen (Viertonmotiv), ist mit einer Gegenstimme unterlegt und wurde von Mozart (und anderen Komponisten) auch in anderen Kompositionen verwendet (am bekanntesten im Schlusssatz der Sinfonie KV 551, weiterhin z. B. auch in der Messe KV 192 und (wohl unbewusst?) in den Sinfonien KV 16 und KV Anhang 214). Eine besondere Klangfarbe bringt die Passage ab Takt 178 mit dem Trillermotiv im Bass unter Triolen-Tremolo der Violinen. Mozart wechselt dabei von Es-Dur über c-Moll nach As-Dur.
Die Reprise ab Takt 208 ist ähnlich der Exposition strukturiert, jedoch wird z. B. der Abschnitt vor dem zweiten Thema durch Synkopen und Moll-Färbungen erweitert, und im Schlussabschnitt tritt eine kontrastierende Chromatik-Passage im Piano (Takt 350 bis 355) auf. Am Satzende wird die Tonika B-Dur durch die Abfolge von neun Akkordschlägen auf B (bei Berücksichtigung vorheriger Akkordbrechungen ab Takt 358 ergeben sich insgesamt fünfzehn B-Dur-Akkorde) stark betont.

### Zweiter Satz: Andante moderato
Es-Dur, 2/4-Takt, 96 Takte
Die Audiowiedergabe wird in deinem Browser nicht unterstützt. Du kannst die Audiodatei herunterladen.
Das erste Thema (Takt 1 bis 18) im vollen Streicherklang ist symmetrisch aufgebaut und durch punktierte Rhythmen und Vorhalte gekennzeichnet. Der Nachsatz ist gegenüber dem Vordersatz um zwei Takte erweitert. Nach kurzer Zäsur setzt der Überleitungsabschnitt zum zweiten Thema ein, der auf einem eintaktigen Motiv mit pochender Begleitung im Staccato basiert. Mozart wechselt dabei von der Tonikaparallele c-Moll zur Dominante B-Dur, in der dann das aus dem Überleitungsmotiv ableitbare zweite Thema in Takt 27 beginnt. Die Bläser – bisher nur kurz am Ende vom ersten Thema eingesetzt – begleiten hier mit ausgehaltenen Akkorden. Der Themenkopf wird dann abwärts sequenziert und führt zum Schlussmotiv mit dreifacher Tonrepetition.
Wie auch im ersten Satz, wird die Exposition nicht wiederholt. Der anschließende Abschnitt (je nach Standpunkt als Durchführung oder Mittelteil zu bezeichnen) verarbeitet ein neues Motiv mehrstimmig: anfangs in den Streichern, dann in den Bläsern.
Die Reprise beginnt in Takt 55 mit der Endfloskel vom ersten Thema; der weitere Satzverlauf entspricht dann zunächst strukturell der Exposition, bis in Takt 80 – wo der Hörer eigentlich das Satzende erwartet – der ausgelassene Teil vom ersten Thema „nachgereicht“ wird. Der Satz endet mit dem Schlussmotiv entsprechend der Exposition und schließt im Pianissimo.

### Dritter Satz: Menuetto
B-Dur, 3/4-Takt, 32 + 16 Takte
Die Audiowiedergabe wird in deinem Browser nicht unterstützt. Du kannst die Audiodatei herunterladen.
Im nachkomponierten Menuett (siehe oben) kontrastiert die erste Themenhälfte im Forte mit betonten Auftakten abwärts und dreifacher Tonwiederholung zur zweiten Hälfte im Piano mit aufsteigender Melodielinie. Der zweite Teil setzt anfangs das Auftaktmotiv mit seinem Oktavsprung in rhythmischer Verschiebung der Akzente fort. In der Rückführung zum Wiederaufgreifen des Anfangsteils fallen „vier seltsam anmutende chromatische Überleitungstakte“ auf.
Das Trio steht ebenfalls in B-Dur und weist einen ländlerartigen Charakter auf. Die Hörner schweigen, dafür sind die Holzbläser (Oboen und Fagotte) neben der 1. Violine stimmführend, während die 2. Violine die Melodie in einer durchlaufenden Achtelbewegung begleitet. Zum Schluss spielt die 1. Violine eine kurze Gegenstimme zur Melodie in den Holzbläsern.
Die Audiowiedergabe wird in deinem Browser nicht unterstützt. Du kannst die Audiodatei herunterladen.

### Vierter Satz: Allegro assai
B-Dur, 2/4-Takt, 374 Takte
Die Audiowiedergabe wird in deinem Browser nicht unterstützt. Du kannst die Audiodatei herunterladen.
Fast der ganze Satz ist durch eine eilig-dahinfließende Triolenbewegung gekennzeichnet, was manche Autoren zu Vergleichen mit dem Finale von Beethovens Sinfonie Nr. 8 veranlasste. Die Triolen finden sich bereits als Hauptbestandteil vom ersten Thema. Dieses ist dreiteilig angelegt und eröffnet als Wechsel von Forte-Akkord und Piano-Triolenrepetition in Frage-Antwort-Struktur. Der zweite Teil basiert auf einem etwas gesanglicheren Motiv mit punktiertem Rhythmus, bei dem die Triolen begleitend wirken. Nach der Wiederholung dieser beiden Teile wird die Tonika B-Dur nochmals mit einer Forte-Unisono-Passage im punktierten Rhythmus betont.
Die anschließende Passage ab Takt 41 enthält eine lockere Folge von Motiven, wobei das erste fast themenartigen Charakter hat. Die wiegende Melodie des zweiten Themas in der Dominante F-Dur (ab Takt 83) wird zunächst von den Streichern (1. Violine stimmführend, Begleitung im Achtel-Staccato) vorgestellt, dann mit ausgehaltenen Akkorden der Fagotte und verdichteter Triolenbegleitung in 2. Violine / Viola wiederholt. Nach dem Abschnitt ab Takt 114 mit im Triolen-Tremolo geführter Melodielinie folgt ab Takt 130 ein drittes Thema mit „hüpfenden Terzen und neckischen Trillern“. Zum Ende der Exposition dominiert wiederum die Triolenbewegung, wobei zudem in den Bläsern charakteristische Quinten in halben Noten auftreten. Die Exposition endet in Takt 161 und wird wiederholt.
Wie auch in den Sätzen 1 und 2, stellt Mozart im Durchführungsteil neues Material vor (daher kann die Durchführung auch als „Mittelteil“ bezeichnet werden) und verarbeitet es mehrstimmig. Das hier verwendete Thema fällt durch seine Anfangs-Quarte abwärts auf (erinnert an die Quinten der Bläser vom Ende der Exposition). Für die Verarbeitung wird dann der Themenkopf mit der (begleitenden) Triolenbewegung aus der Exposition verbunden und tritt zum Ende hin dominant im Forte-Unisono mit Fortspinnung auf.
Die Reprise (ab Takt 214) ist ähnlich der Exposition strukturiert. Zum Schluss tritt codaartig nochmals der dritte Teil des ersten Themas auf, in dem die Triolen und die Tonika B-Dur im Unisono betont werden.
Alfred Einstein (1953) meint, dass in diesem Satz eine neue „Verbindung des Buffonesken, Marschartigen, Pastoralen – eine Vereinheitlichung durch Geist“ herrsche.